# Eirene (konstnär)
Eirene var en grekisk konstnär. Hon omnämns av Plinius den äldre under första århundradet. En avbild av en flicka som funnits i Eleusis är bekräftad som hennes verk. Hon upptogs i Giovanni Boccaccios De mulieribus claris. 